# Iscrizione di Ekron
L'iscrizione di Ekron è un'iscrizione risalente al VII secolo a.C. presente su un blocco di roccia arenaria, trovato nel complesso archeologico di Tel Miqne a sud-ovest di Gerusalemme nel 1993.
Il blocco è alto 35 cm e largo 71 cm ed è composto da 72 lettere suddivise in 5 righe.
Esso è un importante documento che testimonia la veridictà di alcuni passi della Bibbia che fanno riferimento alla città filistea di Ekron (identificabile con il sito di Tel Miqne), una delle cinque città più importanti del regno dei Filistei, e di cui si parla una prima volta nel (Libro di Giosuè (13;2-3). 
Un secondo riferimento si ha nel I Libro di Samuele (5:10; 6:1-8) quando si nomina Ekron come l'ultima città in cui venne portata l'Arca dell'Alleanza dai Filistei prima che essa fosse riportata in Israele.
Un terzo riferimento si trova in Re (1:2) e fa riferimento al culto di Baal Zebul, noto anche come Beelzebub, a cui il re di Ekron Akish inviò dei messi per avere un responso.
Proprio in riferimento a quest'ultimo passo l'iscrizione conferma l'esistenza di questo sovrano e della sua città così come sono menzionati nella Bibbia, citando la linea di sangue del sovrano di Ekron, fornendo due nominativi che sono presenti in testimonianze archeologiche diverse dal testo biblico.
L'iscrizione infatti recita:
Questo tempio fu costruito da Akish, figlio di Padi, figlio di Yasid, figlio di Ada, figlio di Ya'ir, capo di Ekron, per Ptgyh, sua signora. Possa ella benedirlo, e custodirlo, e prolungare i suoi giorni, e benedire la sua terra.
L'iscrizione è fondamentale perché testimonia il culto di una divinità, la Signora di Ekron Ptgyh che lo studioso Aaron Demsky tende a interpretare come Potnia, nome che può essere ricollegato ad uno degli attributi della Grande Madre intesa appunto come Potnia theron.